# Замена (филм из 1980)
Замена (енгл. The Changeling) је канадски натприродни психолошки хорор филм из 1980. године, редитеља Петера Медака. Главне улоге тумаче Џорџ Си Скот, Триш ван Девере и Мелвин Даглас. Радња прати уваженог композитора, Џона Расела, који се из Њујорк Ситија сели у Сијетл и убрзо почиње да верује да је кућа у коју се уселио уклета. Сценарио је базиран на догађајима за које писац Расел Хантер тврди да је лично искусио док је живео у вили Хенрија Трита Роџерса, у Денверу. Расел је потписан као косценариста филма
Филм је премијерно приказан на Америчком филмском фестивалу у Даласу 26. марта 1980, а само два дана касније почео је да се приказује по биоскопима широм Канаде и САД-а. Добио је позитивне оцене критичара и постао један од првих канадских филмова који је је остварио већи међународни успех. На сајту Ротен томејтоуз оцењен је са 83%. Канадска академија филма и телевизије наградила га је са осам Џини награда, укључујући и награду за најбољи филм године, а поред тога, филм је номинован за две Награде Сатурн. Данас се сматра култним класиком, једним од најбољих хорор филмова и једним од најутицајнијих канадских филмова свих времена.

## Радња
Након саобраћајне несреће у којој је изгубио ћерку и супругу, композитор Џон Расел одлучује да се пресели из Њујорка у Сијетл. Он купује кућу која је празна већ 12 година. Убрзо, Џон постаје сведок натприродних дешавања која се одвијају на тавану куће...

## Улоге
| Глумац          | Улога                  |
| --------------- | ---------------------- |
| Џорџ Си Скот    | Џон Расел              |
| Триш ван Девере | Клер Норман            |
| Мелвин Даглас   | сенатор Џозеф Кармајкл |
| Џон Коликос     | Де Вит                 |
| Жан Марш        | Џоана Расел            |
| Бари Морзе      | доктор Пембертон       |
| Мадлен Шервуд   | госпођа Норман         |
| Хелен Бернс     | Леа Хармон             |
| Франсес Хајланд | госпођа Греј           |
| Ерик Кристмас   | Алберт Хармон          |
| Роберта Максвел | Ева Лингстром          |
| Бернард Беренс  | Роберт Лингсторм       |
| Џејмс Б. Даглас | Јуџин Кармајкл         |
| Џ. Кенет Кембел | Колин                  |
| Џејн Мортли     | Линда Греј             |
| Теренс Кели     | наредник Дурбан        |
| Мишел Мартин    | Кејти Расел            |
| Антонија Реј    | Естанција              |
| Луис Зорич      | Стјуарт Адлер          |
| Волди Веј       | Џозефов дух            |